# Sokol (Silistra)
Sokol (Bulgaars: Сокол) is een dorp in het noordoosten van Bulgarije, gelegen in de gemeente Glavinitsa in de oblast Silistra. Het dorp ligt ongeveer 36 km ten zuidwesten van de stad Silistra en 318 km ten noordoosten van de hoofdstad Sofia.

## Bevolking
In de eerste volkstelling van 1934 registreerde het dorp 824 inwoners. Dit groeide tot een officiële hoogtepunt van 1.097 inwoners in 1965. Sindsdien neemt het inwonersaantal af. Op 31 december 2019 telde het dorp 287 inwoners.
Van de 334 inwoners reageerden er 291 op de optionele volkstelling van 2011. Van deze 291 respondenten identificeerden 268 personen zichzelf als etnische Bulgaren, gevolgd door 20 Bulgaarse Turken (6,9%) en 3 ondefinieerbare respondenten.
Van de 334 inwoners in februari 2011 werden geteld, waren er 21 jonger dan 15 jaar oud (6,3%), gevolgd door 167 personen tussen de 15-64 jaar oud (50%) en 146 personen van 65 jaar of ouder (43,7%).
Basjtino - Bogdantsi - Ditsjevo - Dolno Rjachovo - Glavinitsa - Kaloegerene - Kolarovo - Kosara - Listets - Malak Preslavets - Nozjarevo - Osen - Padina - Podles - Sokol - Stefan Karadzja - Soechodol - Tsjernogor - Valkan - Zafirovo - Zaritsa - Zebil - Zvenimir